# Falten-Erzwespe
Leucospis dorsigera, auch als Falten-Erzwespe bezeichnet, ist die Typusart der Gattung Leucospis, welche wiederum die Typusgattung der Erzwespenfamilie Leucospidae ist. Art und Gattung wurden 1775 von Johann Christian Fabricius eingeführt. Leucospis dorsigera gehört innerhalb der Gattung Leucospis zur dorsigera-Artengruppe.

## Merkmale
Die Weibchen sind zwischen 5,7 und 13,2 mm lang, die etwas kleineren Männchen zwischen 5 und 10,5 mm. Die Größenvarianz erklärt sich durch das unterschiedlich große Nahrungsangebot der jeweiligen Larven. Die Art nutzt eine wespenähnliche Mimikry. Die Hautflügler besitzen eine kräftige Statur mit gelben Streifen zu einer schwarzen Grundfärbung. Die bräunlichen Vorderflügel lassen sich in Längsrichtung falten, ähnlich den Faltenwespen (Vespidae). Dieser Eigenschaft hat die Art und im weiteren Sinne auch die Gattung den deutschen Trivialnamen „Falten-Erzwespe(n)“ zu verdanken. Die hinteren Femora sind geschwollen und weisen auf der apikalen Hälfte an der Unterseite eine Zahnreihe auf. Diese beginnt etwa auf halber Femurlänge mit einem kräftigeren Zahn gefolgt von mehreren teils kleineren Zähnen. Die Weibchen besitzen einen relativ kurzen Gaster. Der Legebohrer ist gewöhnlich über den Hinterleib geklappt und liegt dorsal auf dem Metasoma auf. Er reicht bis zur Gasterbasis. Bei den Männchen verschmelzen die Hinterleibssegmente zu einem panzerähnlichen Gebilde.
Als Verwechslungsart wird Leucospis bifasciata genannt, die jedoch bisher nur in Südosteuropa, im östlichen Mittelmeerraum sowie in Südfrankreich vorkommt. Als ein Unterscheidungsmerkmal zu L. bifasciata gilt der deutlich erkennbar vorgezogene Clypeus bei beiden Geschlechtern von L. dorsigera. Die beiden anderen Leucospis-Arten in Südeuropa, für die es Einzelfunde in Mitteleuropa gibt, L. gigas und L. intermedia, lassen sich gewöhnlich anhand deren abweichender Zeichnung von Thorax, Hinterleib und Hinterbeinen von L. dorsigera trennen.

## Verbreitung
Leucospis dorsigera kommt in der westlichen Paläarktis vor. Sie ist in Mitteleuropa und Südeuropa weit verbreitet. Die Art fehlt auf den Britischen Inseln und in Skandinavien. Auf den Kanaren gibt es offenbar Nachweise der Art. Im Osten reicht das Vorkommen von Leucospis dorsigera über Kleinasien und den Kaukasus bis in den Nahen und Mittleren Osten (Iran).

## Lebensweise
Die Erzwespen werden nur sporadisch beobachtet, meist an Nisthilfen oder an Doldenblütlern. Die Männchen werden noch seltener beobachtet. Die Flugzeit dauert von Mai bis Juli.
Leucospis dorsigera ist eine parasitisch lebende Erzwespe. Als Wirte von Leucospis dorsigera sind folgende Solitärbienen aus der Familie der Bauchsammlerbienen (Megachilidae) bekannt: Anthidium diadema, Anthidiellum strigatum, Hoplitis adunca, Osmia bicornis, Osmia fetschenkoi, Osmia ligurica,  Osmia niveata und Osmia tricornis. Weiterhin wurde Leucospis dorsigera als ein Hyperparasit identifiziert. Im Iran nutzt die Art als Wirt offenbar auch die Schlupfwespe Xorides corcyrensis, welche die Bockkäferart Osphranteria coerulescens an Aprikosenbäumen parasitiert. Das Weibchen legt gewöhnlich ihre Eier mit Hilfe ihres Legebohrers in der Wirtsbrutzelle ab. Die Eiablage findet entweder durch den Verschlussdeckel oder abseits des Nesteingangs statt.

## Bilder

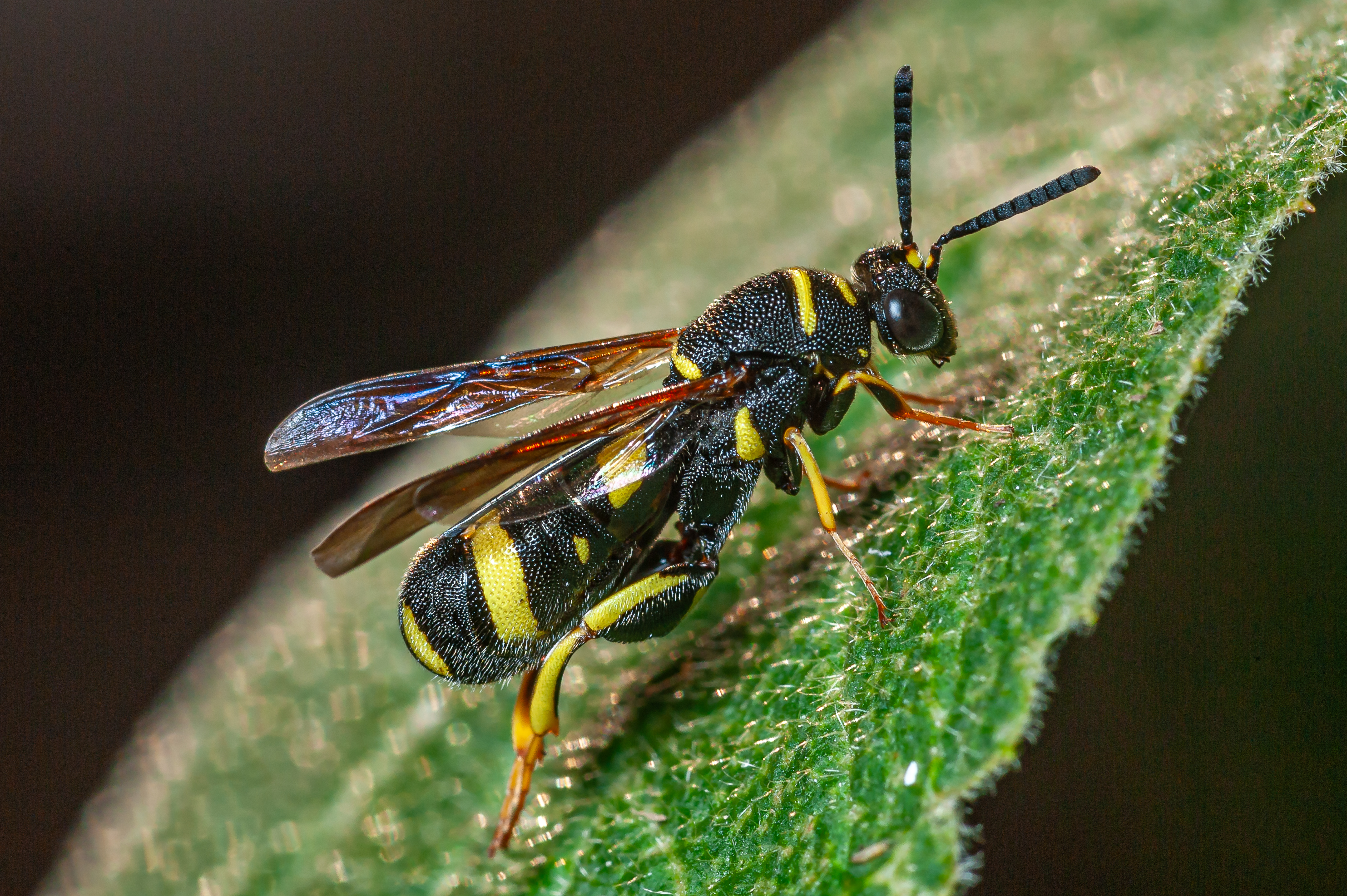
Weibchen, der Ovipositor über dem Hinterleib erkennbar
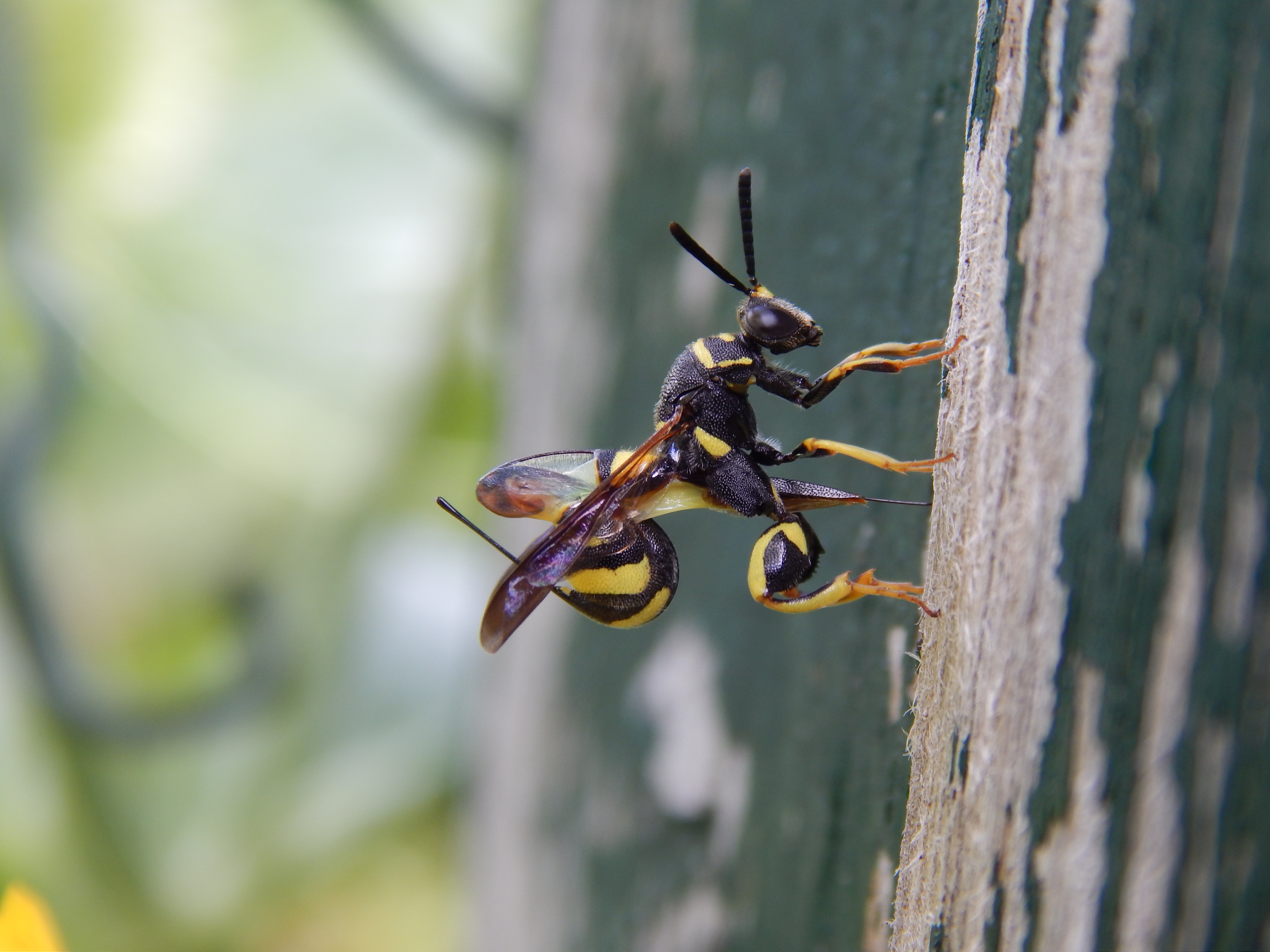
Weibchen beim Bohren
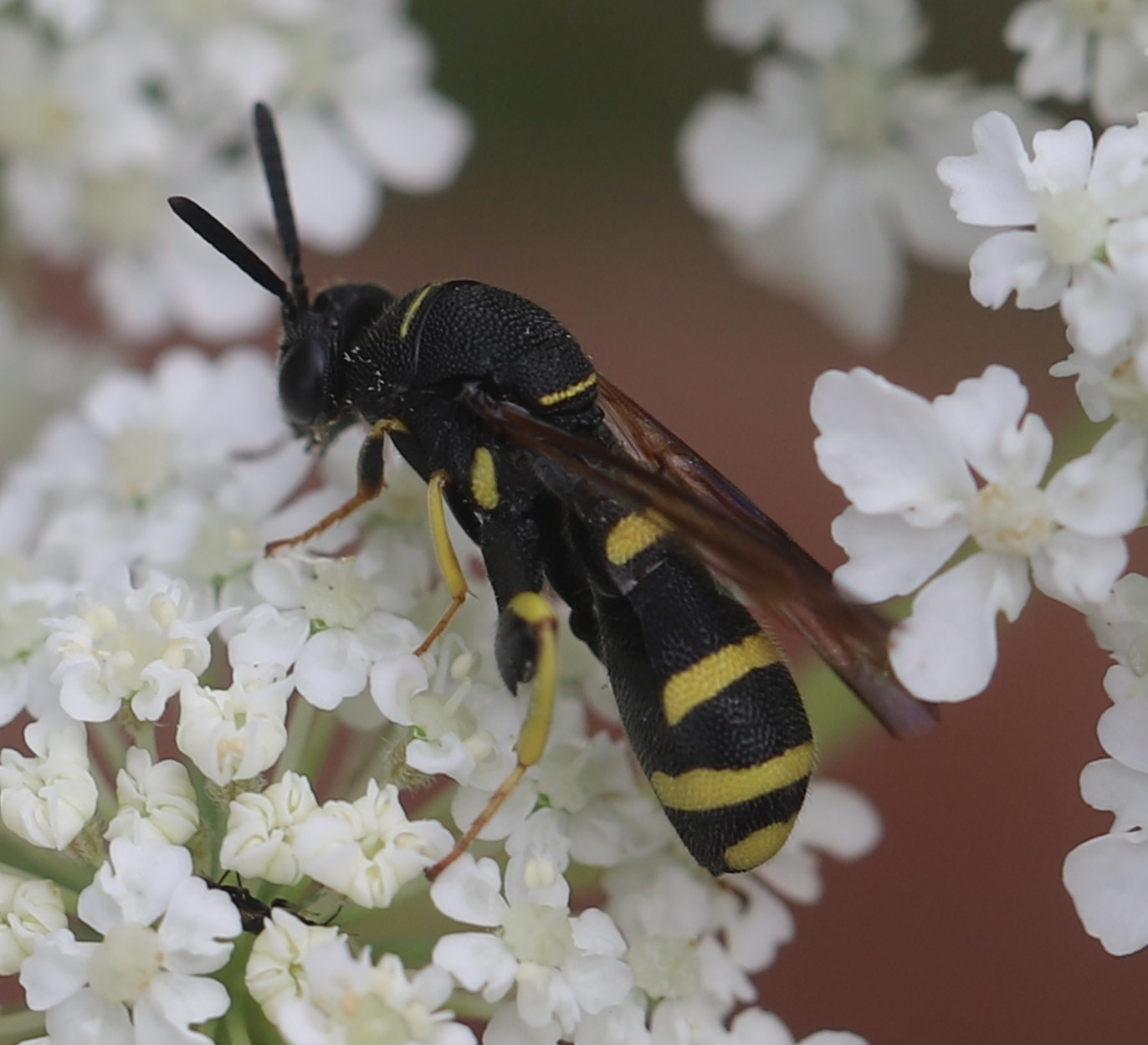
Männchen Anfang Juli
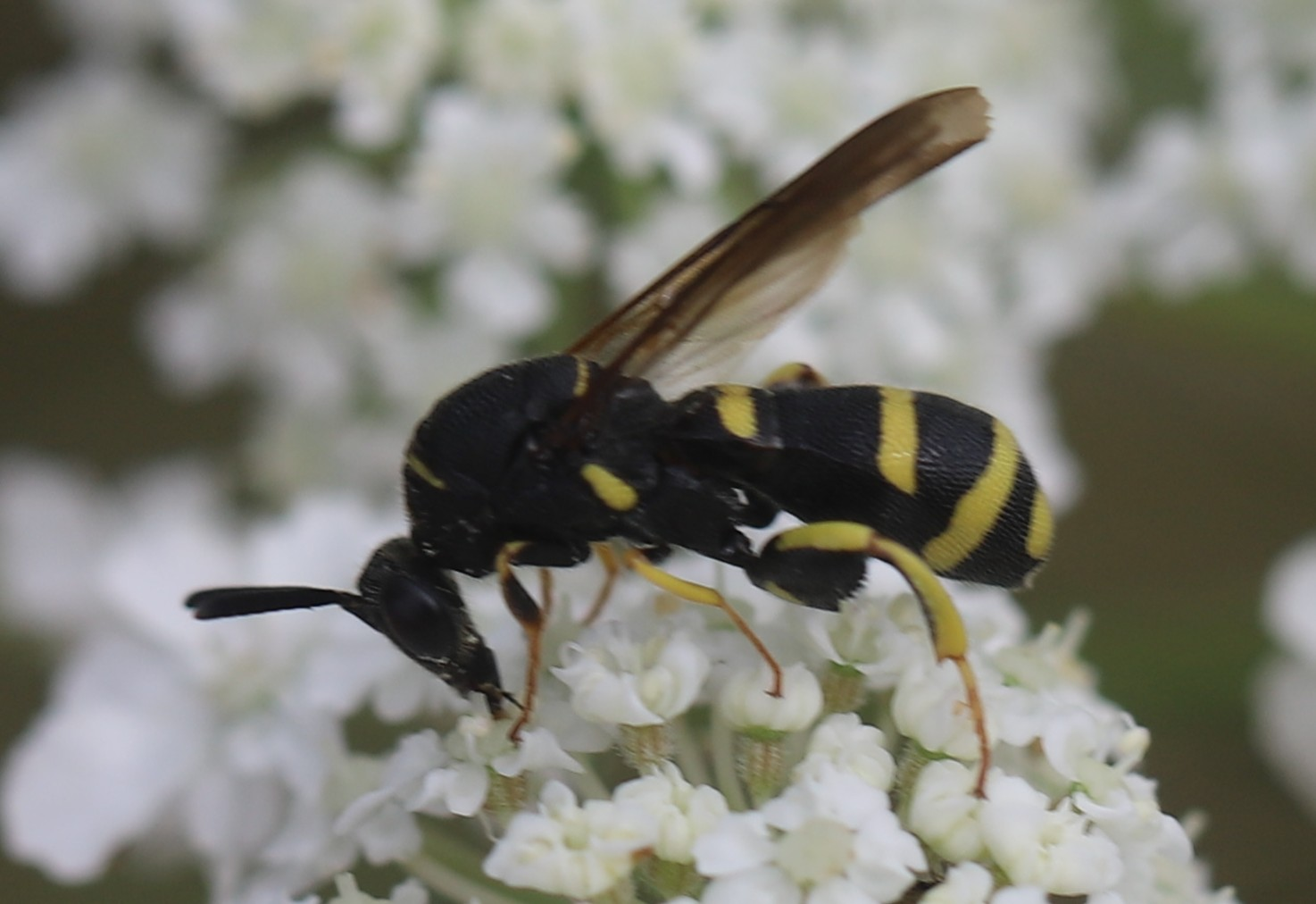
Männchen, Seitenansicht